# Eduard Jurjewitsch Chudainatow

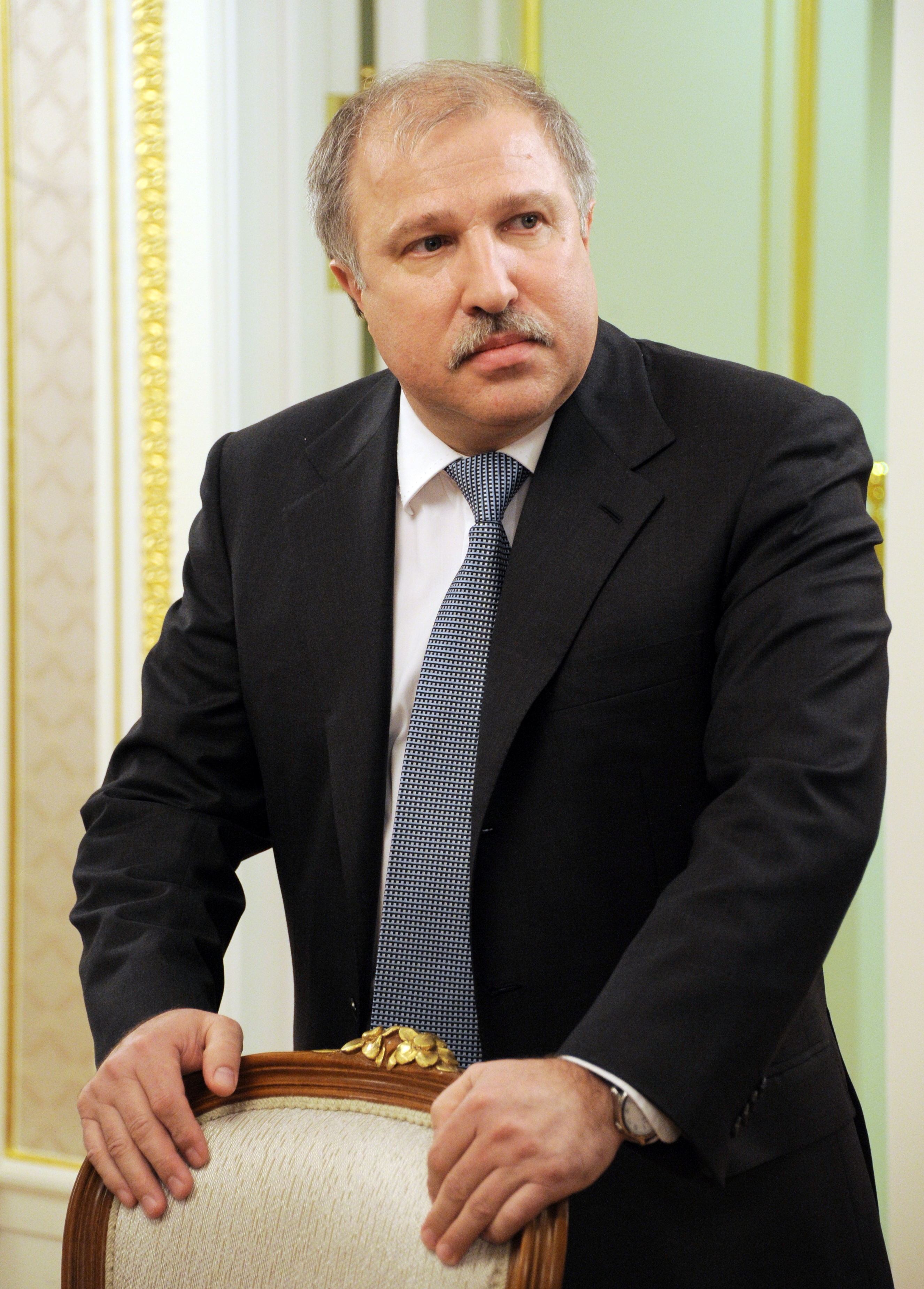
Eduard Chudainatow (2012)

Eduard Jurjewitsch Chudainatow (russisch Эдуард Юрьевич Худайнатов; * 11. September 1960 in Tschimkent) ist ein russischer Erdölmanager.
Nach seinem Armeedienst begann er für Juganskneftegas zu arbeiten. Im Jahr 2003 wurde er Vorstand von Sewerneftegasprom, einer Tochtergesellschaft von Gasprom. Im September 2008 wurde er Vizepräsident und 2010 Präsident von
Rosneft. Nach seinem Weggang 2013 erwarb er für 500 Mio. US-Dollar die Erdölfirmen Geotex und Pajacha.

## Sanktionen
Im Juni 2022 wurde Chudainatow auf eine Sanktionsliste der Europäischen Union gesetzt.

## Megajacht Scheherazade
La Stampa sprach die Vermutung aus, dass die luxuriöse Mega-Motorjacht Scheherazade, die seit Mai 2022 in Italien beschlagnahmt liegt, Chudainatow oder seinem Umfeld gehören könnte.